# Z-Wave

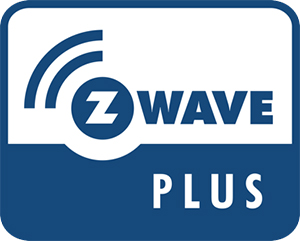
Logo du protocole Z-Wave +, mise à jour de Z-Wave.

Z-Wave est un protocole radio conçu pour la domotique (éclairage, chauffage…).

## Caractéristiques techniques
Z-Wave communique en utilisant une technologie radio de faible puissance dans la bande de fréquence de 868 MHz ; elle est conçue spécifiquement pour les applications de domotique et l'habitat communicant.
Le protocole radio Z-Wave est optimisé pour des échanges à faible bande passante (entre 9, 40 et 100 kbit/s) et des appareils sur pile ou alimentés électriquement, par opposition au Wi-Fi par exemple, qui est prévu pour des échanges à haut débit et sur des appareils alimentés électriquement uniquement.
Z-Wave fonctionne dans la gamme de fréquences sous-gigahertz, qui dépend des régions (868,42 MHz en Europe, 908 MHz aux US, et d'autres fréquences suivant les bandes ISM des régions). La portée est d'environ 50 m (davantage en extérieur, moins en intérieur). La technologie utilise la technologie du maillage (mesh) pour augmenter la portée et la fiabilité.
Z-Wave est conçue pour être facilement intégrée dans les produits électroniques de consommation, y compris les appareils à piles tels que les télécommandes, les détecteurs de fumée et capteurs de sécurité.
Une mise à jour notable du protocole, nommée Z-Wave +, apporte certaines améliorations au système (plus de bande passante, durée des batteries améliorée entre autres). La rétrocompatibilité est totale avec le Z-Wave.

## Contenu du protocole
Le protocole radio définit les couches radio, mais également les couches applicatives, ce qui permet l'interopérabilité des équipements.
Pour faciliter l'interopérabilité, le protocole permet de préciser le type d'équipement avec la notion de classes (exemples : interrupteur binaire, capteur binaire, capteur multi-niveaux, moteur multi-niveaux, thermostat, alarme, ...).
Pour communiquer, deux périphériques doivent être « inclus » dans le même réseau Z-Wave. Un même réseau Z-Wave peut comprendre jusqu'à 232 appareils.

## Gestion du protocole
Z-Wave a été développé par la société danoise Zen-Sys qui a été rachetée par la société américaine Sigma Designs en 2008.
Sigma Designs fournit les chips Z-Wave (ainsi que le fondeur Mitsumi, par accord avec Sigma Designs).
Plus de 100 fabricants utilisent cette technologie. Les fabricants sont regroupés au sein de l'Alliance Z-Wave. Les produits doivent être certifiés pour garantir leur interopérabilité. L'alliance a annoncé en 2012 que 700 périphériques avaient été certifiés.
L'interopérabilité est réduite par l'existence de périphérique compatible 433 MHz (historique) ou 868 MHz (récent) .

## Technologies concurrentes
- 6LoWPAN
- Enocean
- ZigBee

## Passerelles Z-Wave
Les produits Z-Wave peuvent être utilisés de manière autonome et décentralisée (un interrupteur et une prise par exemple) ou bien à l'aide d'une centrale ou passerelle (gateway) de manière centralisée. Les passerelles permettent d'ouvrir l'accès au réseau Z-Wave au monde extérieur (internet, réseau local).
Les premières centrales Z-Wave (et leur origine) sont :
- Jeedom mini+ de Jeedom (France)
- eedomus de Connected Object (France)
- Vera de MiCasaVerde (Hong Kong)
- Home Center 2 de Fibaro (Pologne)
- Zipabox de Zipato (Croatie)
- URC z-Wave control (Canada)
- IC722z de Starvedia (Taiwan)

## Sécurité
Une vulnérabilité a été découverte en 2013 dans des verrous de porte commandables à distance via le protocole Z-Wave. Sa cause était une erreur d'implémentation du protocole dans le produit et non un défaut du protocole lui-même.
Une autre vulnérabilité a été découverte en 2018.